# Thule (mitologie)

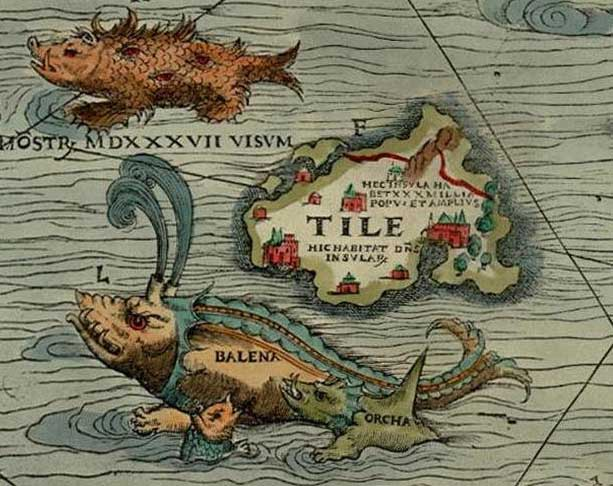
Thule, sub numele de Tile, după Carta Marina de Olaus Magnus (1539). Thule este pe această hartă o insulă (imaginară ?) situată între insulele Feroe și Islanda.

Thule (în greaca veche Θούλη / Thoúlê) este numele dat între anii 330 î.Hr. și 320 î.Hr. de exploratorul grec din Massilia, Pytheas, unei insule pe care o prezintă ca fiind ultima din arhipelagul britanic, acesta fiind primul care a menționat-o. Termenul a desemnat apoi, îndeosebi în Evul Mediu, Islanda, Groenlanda, chiar și o insulă pe care contemporanii o considerau reală (dar care nu este) în nordul Europei.

## Descriere
Rarele elemente scrise de Pytheas ajunse până în zilele noastre nu permit să se identifice astăzi Thule cu certitudine. Unii autori au avansat ipoteza că ar fi vorba despre insulele Feroe, insulele Lofoten și chiar Groenlanda, dar ținând cont de indicațiile lui, este mai probabil să fie vorba de Islanda sau chiar de Norvegia care atunci ar fi putut fi considerată drept o insulă.
Pytheas nu arată că ar fi ajuns la Thule. El scoate în evidență doar că insula este situată la șase zile de navigat din Marea Britanie la latitudini apropiate de cercul polar. Unii autori și-au imaginat că indicațiile lui Pytheas privesc populații care practică cultura grâului și creșterea albinelor referindu-se la Thule și la locuitorii săi. Dacă este probabil să fi întâlnit oameni în timpul călătoriei sale în nordul Europei, nu sunt indicii că ei erau locuitorii din Thule.
Paul Gruyer, în cartea sa Ouessant, Enez Heussa, l'île de l'Épouvante, publicată în 1899, expune vechea tradiție orală care făcea din Ouessant mitica Thule, tradiție deja fixată cu un secol mai devreme de către Jacques Cambry în cartea sa Voyage dans le Finistère.

## Alte evenimente
În secolul al II-lea î.Hr., Antonius Diogense scriat Minunile de dincolo de Thule (în greaca veche Tα υπερ Θoυλην απιστα), o lucrare care îi relata călătoriile la Thule și în alte părți. Plinius cel Bătrân. El precizează că navele pleacă din insulele Nerigon și din Scandia pentru a ajunge la Thule.
Termenul de Thule figurează și în Georgicele ale poetului roman Virgiliu. La romani, Extrema Thule desemna limita septentrională a lumii cunoscute. Ptolemeu o situează la 63°  latitudine nordică, în lucrarea sa Geografia.
În Viața lui Agricola, Tacitus menționează că echipajele „au văzut-o distinct” (Viața lui Agricola, X. 6), dar „au primit poruncă să nu meargă mai departe”.
În secolul al VI-lea, Procopius din Cezareea spune apropo de Thule: „Această insulă este de zece ori mai mare decât Anglia, și este destul de departe de ea. În partea septentrionului, cea mai mare parte este pustie. Partea care este locuită are treisprezece popoare, conduse de tot atâți regi. Se întâmplă un lucru minunat. În fiecare an, spre solstițiul de vară, Soarele apare patruzeci de zile continue deasupra orizontului lor; după șase luni, ei au patruzeci de zile de noapte, care pentru ei sunt zile de durere și de tristețe, pentru că nu pot întreține niciun comerț.”
În perioada medievală, termenul Ultima Thule era uneori utilizat ca numele latin al Groenlandei, în timp ce Thule desemna Islanda.
În secolul al XX-lea,  mișcările pangermaniste (Societatea Thule) și scriitorul francez Jean Mabire asociază Thule cu miticul continent Hiperboreea pe care ei o consideră drept „leagăn” al rasei ariene.
În 1941, baza aeriană Thule a fost denumită după această insulă mitică. Ea este astăzi cunoscută și sub numele inuit, Pituffik.